# بلانش الفرنسية إنفانتا قشتالة
بلانش الفرنسية (بالفرنسية: Blanche de France)‏ (1323-1253)؛ هي الابنة الثانية لـ لويس التاسع ملك فرنسا ومارغريت البروفنسية، وكذلك هي شقيقة فيليب الثالث وإيزابيل ملكة نافارا.

## سيرتها
ولدت بلانش في يافا أثناء الحملة الصليبية السابعة عندما كان والدها متوجداً هناك.
تزوجت في نوفمبر 1268 من إنفانتي فرناندو دي لا سيردا القشتالي الابن البكر لـ ألفونسو العاشر وفيولانتي الأراغونية؛ أنجبت له ابنين:-
- ألفونسو (1324-1270).
- فرناندو (1322-1275).

توفي زوجها فرناندو في 1275 في سيوداد ريال، أولادها لم يرثوا العرش من جدهم، إلا أن عمهم إنفانتي سانشو اغتصب العرش لنفسه، التي أدى إلى ترحيل أولادها قسراً عن المملكة، مما أدى لاحقاً إلى الصراعات بين العائلة الحاكمة تدخل فيليب الثالث أيضا في هذا الصراع نيابة عن أولاده.
بلانش لاحقاً غادرت قشتالة نحو فرنسا، ولم ترجع إليها أبداً، أبنائها أرسلتهم للعيش مع جدتهم فيولانتي، وتوفيت بلانش في 1323 في باريس. 